# Gustav Schuft
Gustav Schuft (Berlim, 16 de junho de 1876 – Cottbus, 8 de fevereiro de 1948) foi um ginasta alemão que competiu em provas de ginástica artística por seu país.

## Carreira
Em 1896, representou a Alemanha nos Jogos de Atenas na Grécia. Na ocasião, venceu as disputadas das provas coletivas da ginástica. Integrante da equipe alemã ao lado de Gustav Flatow, Alfred Flatow, Georg Hilmar, Conrad Böcker, Fritz Manteuffel, Karl Neukirch, Richard Röstel, Fritz Hofmann, Carl Schuhmann e Hermann Weingärtner, foi medalhista de ouro nas barras paralelas e na barra horizontal. Também competiu nos eventos individuais das barras paralelas, da barra fixa, do cavalo com alças e do salto sobre o cavalo, embora não tenha obtido sucesso.